# Leucopogon pulchellus
Leucopogon pulchellus är en ljungväxtart som beskrevs av Sonder. Leucopogon pulchellus ingår i släktet Leucopogon och familjen ljungväxter. Inga underarter finns listade i Catalogue of Life.